# Слабцово
Слабцово — деревня в Зубцовском районе Тверской области. Входит в состав Зубцовского сельского поселения.

## География
Находится в южной части Тверской области на расстоянии приблизительно 7 км на восток-северо-восток от районного центра города Зубцов.

## История
Деревня была отмечена еще на карте 1825 года. В 1859 году здесь (территория Зубцовского уезда Тверской губернии) было учтено 48 дворов, в 1941 — 72.

## Население
Численность населения: 369 человек (1859 год), 30 (русские 93 %) в 2002 году, 13 в 2010.